# Tatarów (gmina)
Gmina Tatarów – dawna gmina wiejska funkcjonująca w latach 1941–1944 pod okupacją niemiecką w Polsce. Siedzibą gminy był Tatarów.
Gmina Tatarów została utworzona przez władze hitlerowskie z terenów okupowanych przez ZSRR w latach 1939–1941, stanowiących przed wojną (zniesione) gminy: Worochta, Jabłonica i Mikuliczyn w powiecie nadwórniańskim w woj. stanisławowskim.
Gmina weszła w skład powiatu stanisławowskiego (Kreishauptmannschaft Stanislau), należącego do dystryktu Galicja w Generalnym Gubernatorstwie. W skład gminy wchodziły miejscowości: Jabłonica, Mikuliczyn, Polanica, Tatarów i Worochta.
Po wojnie obszar gminy włączono do ZSRR.